# Набої світу
Набої світу є вичерпним посібником з вогнепальних набоїв. Довідкову серію написав Френк Ч. Барнс. Останньою редакцією книги є 16-а, видана в 2019 році та відредагована В. Тоддом Вудардом.

## Редакції
- 1-а редакція, 1965, ASIN B000CRY476[2]
- 2-а редакція, 1969, ASIN #
- 3-я редакція, 1976, ISBN 978-0-695-80326-1[3]
- 4-а редакція, 1980, ISBN 978-0-910676-16-8[4]
- 5-а редакція, 1985, ISBN 978-0-910676-95-3[5]
- 6-а редакція, 1989, ISBN 978-0-87349-033-7[6]
- 7-а редакція, 1993, ISBN 978-0-87349-145-7[7]
- 8-а редакція, 1997, ISBN 978-0-87349-178-5[8]
- 9-а редакція, 2000, ISBN 978-0-87341-909-3[9]
- 10-а редакція, 2003, ISBN 978-0-87349-605-6[10]
- 11-а редакція, 2006, ISBN 978-0-89689-297-2[11]
- 12-а редакція, 2009, ISBN 978-0-89689-936-0[12]
- 13-а редакція, 2012, ISBN 978-1-4402-3059-2[13]
- 14-а редакція, 2014, ISBN 978-1-4402-4265-6[1]
- 15-а редакція, 2016, ISBN 978-1-4402-4642-5[14]
- 16-а редакція, 2019, ISBN 978-1-9462-6773-3

## Критика
Цю серію книг часто критикували за відсутність креслень із розмірами набоїв і за розміщення деяких набоїв у незвичних категоріях (наприклад, в 11-ій редакції книги він розмістив набій .303 British в розділі «Американські військові набої».)